# Димитър Влахов
Димитър Янакиев Влахов е български политически деец от Македония. Последователно е активист на БРСДП, ВМОРО, НФП, ОСП, ВМРО, ВМРО (обединена), БКП, Коминтерна и ЮКП. От 30-те години на XX век е идеолог на македонизма. Използва псевдоними като Цинцаров, Д. Владиславов, Д. Казановски, Д. Калиновски, Данаилов, Марсел Валтер, Kasanovski, Schwarz, Чернев, Константин.

## Биография

### Ранни години
Роден е на 8 ноември 1878 година в град Кукуш, тогава в Османската империя. Брат е на революционерите Георги Влахов, Христо Влахов и Никола Влахов и племенник на инженер Христо Станишев, сред ръководителите на Върховния македоно-одрински комитет. Завършва българско екзархийско училище в родния си град. През 1894 – 1897 г. учи в Солунската българска мъжка гимназия, но е изключен поради участието си в ученически бунт. По-късно завършва средното си образование в Първа мъжка софийска гимназия, след което е учител в Белоградчик. По онова време става член на БРСДП и гравитира около Македоно-одринската социалдемократическа група. Впоследствие учи химия в няколко университета в Германия и Швейцария и се движи предимно в социалистически кръгове. Установява в Женева връзка и с анархисти от МТРК. По това време Влахов става масон и се свързва с ционистки кръгове. Дипломира се през 1903 в Софийския университет.

### Активист на ВМОРО
През 1903 година като български поданик служи в Школата за запасни офицери, но по време на Илинденското въстание се отклонява от военна служба и се връща в Македония. Тъй като въстанието е потушено, той започва работа като учител в Българската мъжка гимназия в Солун. Включва се във ВМОРО и е избран за член на ЦК. Заедно с Георги Мончев ръководи солунската организация на ВМОРО. През лятото на 1904 година е арестуван за революционната си дейност. Това е причина органите на Екзархията да видят в него заплаха за учебното дело в Солун и да го уволнят. През 1905 година е освободен и се завръща в България, където е осъден на три месеца затвор като дезертьор от българката войска. По-късно е учител в Казанлък. През 1908 година отново за кратко време е назначен за учител в Българската мъжка гимназия в Солун, където отново е един от активистите на левицата във ВМОРО.

### Участие в политическия живот на Османската империя
След Младотурската революция от 1908 година Влахов се включва активно в политическия живот на българите в Македония. Той е сред ръководителите на създадената в Солун от така наречената Сярска група – Народна федеративна партия (българска секция). Влахов застава зад младотурския режим, с чиято подкрепа е избран за депутат в Османския парламент в Цариград. Влахов е и главен редактор на вестник „Народна воля“. През септември 1910 година е осъден от солунски съд на 10 дни затвор и 10 лири глоба по две дела по закона за печата.
След разпускането на НФП се включва в дейността на групата около българския евреин Аврам Бенароя и Ангел Томов, която поддържа също тесни отношения с БРСДП (т. с.) и издава „Работнически вестник“ на български и иврит. Благодарение на Димитър Влахов се появява новият вестник „Солидаридад Оврадера“ (Работническа солидарност), издание на еврейската Социалистическа работническа федерация. Влахов, заедно с Бенароя е съосновател на федерацията и е единственият българин в нея. След това е в Османската социалистическа партия.
Издава през февруари 1912 г. вестник „Мюджаделе“. На изборите през април отново е избран за депутат в Османския парламент. Според английския консул Хенри Ламб в почти всички каази на Солунски санджак мюсюлманите гласуват за Димитър Влахов,
който е избран заедно с още двама мюсюлмани – Рахми бей и Джавид бей, двама гърци – Георгиос Артас и Георгиос Хонеос и евреина Емануел Карасо. Защитава идеята за създаване на еврейска държава. Среща се с Давид Бен-Гурион в Солун, който споделя: 
| „ | Влахов беше по-голям ционист, отколкото всички евреи социалисти. | “ |

Влахов е избран за председател на първия конгрес на Профсъюза на тютюноработниците в Солун през 1912 година. По време на Втората балканска война през 1913 г. е арестуван от гръцките власти и е екстрадиран по-късно в България.Няколко седмици преди избухването ѝ се среща с един от идеолозите на сръбската социалдемократическа партия Димитрие Туцович, възприемайки възгледите му, оформени под влиянието на Йован Цвиич за това, че македонските българи били аморфна маса без народностно самосъзнание, заради враждата си с българските тесни социалисти.

### В служба на Царство България
След Балканските войни заема български дипломатически и управленски длъжности. Първоначално с препоръката на Симеон Радев е назначен за началник на консулския отдел в Министерството на външните работи. След това в края на 1913 година е изпратен като консул в Смирна (Измир), Османската империя. После е консул в Одеса, Руската империя (1914 – 1915), с негова финансова помощ се издава списание „Балканский Голос“, пропагандиращо присъединяването на Македония към България и списвано от българското дружество „Братство" в Одеса.
След началото на Първата световна война е мобилизиран и като запасен офицер е назначен последователно за окръжен управител на намиращите се по онова време под българско управление Щипски и Прищински окръг (1916 – 1917). По-късно е търговски представител и генерален консул в Киев, Украйна (1918). След Първата световна война и възстановяването на ВМРО през 1920 г. е избран за резервен член на ЦК като представител на лявото крило. По онова време е изпратен от ВМРО във Варна, където става секретар на Търговската камара.

### Специален пълномощник на ВМРО
Тогава Тодор Александров го натоварва да осъществи контакт между ВМРО и Съветска Русия. За връзка му служи Кръстю Раковски, негов кум и изтъкнат деятел на Коминтерна. Така Влахов, заедно със зетя на Тодор Александров – Михаил Монев заминават през юли 1923 г. за Москва, което пътуване се държи в тайна дори от членовете на ЦК на ВМРО – Александър Протогеров и Петър Чаулев. Делегацията се среща с Феликс Дзержински, Карл Радек, Георгий Чичерин и Михаил Трилисер. По същото време в Москва са и Филип Атанасов и Славе Иванов от МФО, които разговарят със същите хора. След завръщането си Влахов подготвя доклад, в който е отразено, че СССР симпатизира на македонското освободително движение и има желание контактите да продължат. Член-учредител е на Македонския научен институт. През 1924 г. Влахов е изпратен с препоръките на ВМРО като търговски представител на Царство България във Виена. Там той се свързва с Балканския секретариат на Коминтерна по поръчка на ЦК на ВМРО. В тази връзка Влахов съдейства за подписването във Виена на така наречения Майски манифест, с който ВМРО се съгласява да действа съвместно с комунистическите партии на Балканите. След последвалия разрив между организацията и комунистите, новото ръководство начело с Иван Михайлов го обвинява, че е предал интересите на македонското освободително движение, поради което той е изключен от организацията и е осъден на смърт.

### В международното комунистическото движение
На основата на принципите на Майския манифест на ВМРО за сътрудничество с комунистическите движения през октомври 1925 г. във Виена Димитър Влахов участва в създаването на ВМРО (обединена) и е избран за член на нейния Централен комитет. По това време Влахов става агент на съветското разузнаване, като контактува с ГПУ чрез офицера за свръзка с ВМРО (обединена) Георги Димитров. От 1925 до 1944 Влахов е и член на БКП. В периода 1924 – 1932 г. е един от редакторите на списание „Федерасион Балканик“, а през 1925 – 1933 г. – и на органа на ВМРО (обединена) „Македонско дело“ във Виена, Берлин и Париж. През 1931 г. Коминтерна призовава съответните компартии да обсъдят националния въпрос с цел правото на народите на самоопределение до отделяне. Така през 1932 година членовете на ВМРО (обединена), поставят за първи път въпроса за отделна македонска нация. Участва в изготвянето на ‎резолюцията на Коминтерна за признаване на отделна македонска идентичност през 1934 г. През този период той е преследван от ВМРО и срещу него са организирани няколко неуспешни атентата. В 1936 година е осъден задочно на 12 години и 6 месеца от българския съд на Процеса срещу ВМРО (обединена).
От 1936 до 1944 г. Димитър Влахов живее в СССР, където работи в Коминтерна с протекциите на Георги Димитров. Научен сътрудник е в Международния аграрен институт. Арестуван от НКВД, но благодарение на застъпничеството на Димитров и Васил Коларов е освободен. През 1936 година той се запознава с Тито, който по това време е в Москва и работи в Балканския секретариат на Коминтерна. След създаването през 1941 г. на Всеславянски комитет в Москва, става представител на „македонския народ“ там.

### В следвоенна Югославия
През ноември 1944 г. Влахов се преселва в новосъздадената комунистическа Югославия и става член на ЮКП. Понеже формално той не е преустановил членството си в БКП, Георги Димитров изпраща протестно писмо до Тито. Все пак със заповед от 17 януари 1945 година на МВР на България, Влахов е утвърден за член на Македонския научен институт и участва в ликвидацията му. Впоследствие той заема най-висши партийни и държавни длъжности в Югославия. Става подпредседател, а след това и председател на Президиума на парламента на Федеративна народна република Югославия. През 1946 година е член на Югославската делегация на Парижката мирна конференция. През същата година Димитър Влахов пристигна на обиколка в САЩ, където пропагандира сред лявата емиграция и Македонския народен съюз новосъздадената югославска република Македония. Признава, че поне до избухването на Илинденско-Преображенското въстание „македонците“ са третирали единодушно целите на България в Македония като освободителни, като след българската ненамеса във въстанието били разбрали, че служели като средство в българските дипломатически комбинации, но я различава от империалистическата и шовинистичната политика на Сърбия и Гърция, винаги възприемани като врагове от „македонския народ“. Подкрепя позицията на Тито и участва активно в кампанията срещу Съветския съюз, след разрива със Сталин през 1948 г. След пристигането си в Югославия през 1944 година използва само литературен български език и трудно възприема новата езикова норма. През 1948 година на заседание на ЦК на МКП твърди, че решението от 1932 г. на ВМРО (обединена) за обособяване на отделен македонски етнос е било политическа грешка. От друга страна в книгата си „Моменти от историята на македонския народ“ (1950) Влахов открито застъпва формулата за сливане на езиците на Югославия в един общ език, но това всъщност е претекст да иска налагане на Сърбохърватския като официален и единствен говорим от местното славянско население език на НР Македония. Но самият той в ръкописите си продължава да използва книжовен Български език и буквите „ю“, „я“, „щ“ и „ъ“.В резултат на непостоянните си възгледи, той постепенно е изтикан от реалните властови позиции, които се заемат от младото поколение проюгославски ориентирани комунисти начело с Лазар Колишевски. Става председател на Народния фронт на Македония, а по-късно на Социалистическия съюз на работниците на Югославия. На Шестия конгрес на ЮКП през 1952 година Влахов е избран за член на Централната ревизиона комисия на партията и се мести в Белград, където умира на 7 юни 1953 година.

## Възгледи
Влахов е противоречива личност, която често променя възгледите си. Той на практика е с объркано етническо, езиково и политическо самоопределение.
Като ръководител на Солунската организация на ВМОРО през 1903 – 1904 г. Влахов не се отличава от останалите дейци на ВМОРО, борещи се за автономия на Македония и Одринско и за защита на българското население. След 1908 г. в качеството си на депутат в Отоманския парламент Д. Влахов неведнъж се застъпва за икономическите и политически права на българите в Македония, които нарича именно по този начин.
През 1911 г. Д. Влахов прави опит да създаде в отоманския парламент група от привърженици на идеята за Балканска федерация. По това време, въпреки социалистическите си идеи, той се ползва с доверието на българските власти. Българският дипломатически представител в Солун Атанас Шопов го определя като „интелигентен и енергичен момък“. Подобно отношение и впечатлението, което прави Влахов с речите си в парламента в Цариград, му дава възможност да заеме редица дипломатически и административни постове. Като български окръжен управител на Прищина през 1916 г. Димитър Влахов неведнъж се обръща към военните власти в Скопие с напразни предложения цели албански села да бъдат запалени заради размирността на някои от техните жители.
След Първата световна война идеите на Димитър Влахов също не се отличават съществено от тези на ВМРО – борба за единна и независима Македония. Ето какво твърди той през 1925 г.:
| „ | ...Първоначално револ. организация почна да работи всред българското население в Македония и то не всред целото бълг. население, а само всред тая част от него, която се числеше към Бълг. екзархия. Ръководството се отнасяше с недоверие към българите неекзархисти – патриаршистите, католиците, протестантите... По-късно те (ръководството) измениха устава на организацията в смисъл, че член на организацията може да бъде всеки македонец, от която народност и да е той и каквито и да са неговите политически разбирания, стига да приема нейните принципи и се бори за политическата автономия на Македония... | “ |

Постепенно еволюира към комунизма, а впоследствие и към провъзгласения от Комунистическия интернационал курс към македонизъм. В излязлата през 1926 г. в Прага книга „Изменниците на македонското дело“, в която се атакува ВМРО на Иван Михайлов и Александър Протогеров, както и в други издания Влахов и неговите съидейници все още употребяват термините „македонци“ и „българи“ като синоними. В началото на тридесетте години на XX век Д. Влахов и една част от дейците на ВМРО (обединена) приемат, че мнозинството от населението в Македония не е българско, а принадлежи към отделна македонска нация (народ). През 1944 г. на заседание на Славянската комисия при Академията на науките на СССР в свой доклад Влахов твърди, че македонците произлизат от българите, но от края на XIX век започва процес на обособяването им като отделен народ.
След 1944 г. Димитър Влахов е свидетел на разправата във Вардарска Македония с инакомислещите, включително с някои от своите бивши другари, отказали да приемат македонизма на Втора Югославия (1944 – 1991). Все пак, в издадените посмъртно, през 1970 г. в Скопие негови „Мемоари“ се правят признания, че в през 19 и в началото на XX век мнозинството от населението в Македония е било българско, а терминът „македонец“ е имал географско значение:
| „ | Кога зборувам за македонскиот народ ги имам предвид на прво место македонските Славјани. Под името македонски народ по тоа време македонските дејатели го разбираа целото население на Македонија, т.е. зборот Македонци имаше поскоро географски карактер ...Кога револуционерната организација беше основана и почна да работи, ја започнува својата работа најнапред среде оние Македонци кои се викаа Бугари... | “ |

Едновременно с това, в съответствие с господстващата в Югославия доктрина, защитава македонистката теза за наличие на отделна македонска народност и самосъзнание през ХІХ век:
| „ | Но во работата среде македонските Словени – егзархисти, револуционерните дејатели сретнаа голем отпор и силни пречки од страна на бугарската империјалистичка политика и нејзиниот орган Бугарската Егзархија. Но треба да се одбележи дека тие македонски Словени, кои го признаваа духовното ведомство на Егзархијата, се чувствуваа како одделен народ... Тие македонски Словени беа пројавиле во текот на целиот XIX век стремеж да ја развијат својата култура на говорниот јазик на македонскиот народ на разни дијалекти. Многу од Македонците низ целиот XIX век, пред уште да биде образувана Бугарската Егзархија и пред тие училишта да бидат раководени како последна инстанца од самата Егзархија, ги пишеа своите книги и преподаваа во училиштата на народниот македонски јазик. | “ |

Но във същите тези мемоари признава, че тези „македонски славяни“ са били определяни от самите себе си и от света като българи, в това число и жителите на родния му Кукуш, където в училищата се е преподавало на български език, при това са се връщали към българските си корени и бившите гъркомани, в началото термина „македонски народ“ е бил разбиран като синоним за населението на областта, понятието „македонец“ е било географско, ВМОРО е започнала дейността си най-напред сред българите екзархисти и в началото на миналия век огромното мнозинство от македонските българи са възприемали Автономна Македония като преходен етап за последващо обединение с България.
Синът му Густав Влахов в своята книга „На пресвртница“ издадена през 1990 година, описва, че баща му като цяло през живота си, се е чувствал като българин.

## Родословие
|  |  |  |  |  |  |  |  |  |  |  |  |  |  |  |  |                                  |                                  |                                  |                                  | Христо Перистеридес (Гълъбов)    |                                  |  |  |                             |                             |                             |                             |                             |                             |  |  |                               |                               |                               |                               |                               |                               |  |  |                             |                             |                             |                             |                             |                             |  |  |  |  |  |  |  |  |  |  |  |  |  |  |  |  |  |  |  |  |  |  |  |  |  |  |  |  |  |  |  |  |
|  |  |  |  |  |  |  |  |  |  |  |  |  |  |  |  |                                  |                                  |                                  |                                  |                                  |                                  |  |  |                             |                             |                             |                             |                             |                             |  |  |                               |                               |                               |                               |                               |                               |  |  |                             |                             |                             |                             |                             |                             |  |  |  |  |  |  |  |  |  |  |  |  |  |  |  |  |  |  |  |  |  |  |  |  |  |  |  |  |  |  |  |  |
|  |  |  |  |  |  |  |  |  |  |  |  |  |  |  |  |                                  |                                  |                                  |                                  |                                  |                                  |  |  |                             |                             |                             |                             |                             |                             |  |  |                               |                               |                               |                               |                               |                               |  |  |                             |                             |                             |                             |                             |                             |  |  |  |  |  |  |  |  |  |  |  |  |  |  |  |  |  |  |  |  |  |  |  |  |  |  |  |  |  |  |  |  |
|  |  |  |  |  |  |  |  |  |  |  |  |  |  |  |  | Георги Влахов                    | Георги Влахов                    | Георги Влахов                    | Георги Влахов                    | Георги Влахов                    | Георги Влахов                    |  |  | Янаки Влахов (1842 – 1923)  | Янаки Влахов (1842 – 1923)  | Янаки Влахов (1842 – 1923)  | Янаки Влахов (1842 – 1923)  | Янаки Влахов (1842 – 1923)  | Янаки Влахов (1842 – 1923)  |  |  | София Станишева (1845 – 1925) | София Станишева (1845 – 1925) | София Станишева (1845 – 1925) | София Станишева (1845 – 1925) | София Станишева (1845 – 1925) | София Станишева (1845 – 1925) |  |  |                             |                             |                             |                             |                             |                             |  |  |  |  |  |  |  |  |  |  |  |  |  |  |  |  |  |  |  |  |  |  |  |  |  |  |  |  |  |  |  |  |
|  |  |  |  |  |  |  |  |  |  |  |  |  |  |  |  | Георги Влахов                    | Георги Влахов                    | Георги Влахов                    | Георги Влахов                    | Георги Влахов                    | Георги Влахов                    |  |  | Янаки Влахов (1842 – 1923)  | Янаки Влахов (1842 – 1923)  | Янаки Влахов (1842 – 1923)  | Янаки Влахов (1842 – 1923)  | Янаки Влахов (1842 – 1923)  | Янаки Влахов (1842 – 1923)  |  |  | София Станишева (1845 – 1925) | София Станишева (1845 – 1925) | София Станишева (1845 – 1925) | София Станишева (1845 – 1925) | София Станишева (1845 – 1925) | София Станишева (1845 – 1925) |  |  |                             |                             |                             |                             |                             |                             |  |  |  |  |  |  |  |  |  |  |  |  |  |  |  |  |  |  |  |  |  |  |  |  |  |  |  |  |  |  |  |  |
|  |  |  |  |  |  |  |  |  |  |  |  |  |  |  |  |                                  |                                  |                                  |                                  |                                  |                                  |  |  |                             |                             |                             |                             |                             |                             |  |  |                               |                               |                               |                               |                               |                               |  |  |                             |                             |                             |                             |                             |                             |  |  |  |  |  |  |  |  |  |  |  |  |  |  |  |  |  |  |  |  |  |  |  |  |  |  |  |  |  |  |  |  |
|  |  |  |  |  |  |  |  |  |  |  |  |  |  |  |  |                                  |                                  |                                  |                                  |                                  |                                  |  |  |                             |                             |                             |                             |                             |                             |  |  |                               |                               |                               |                               |                               |                               |  |  |                             |                             |                             |                             |                             |                             |  |  |  |  |  |  |  |  |  |  |  |  |  |  |  |  |  |  |  |  |  |  |  |  |  |  |  |  |  |  |  |  |
|  |  |  |  |  |  |  |  |  |  |  |  |  |  |  |  | Георги Влахов (1867 – ?)         | Георги Влахов (1867 – ?)         | Георги Влахов (1867 – ?)         | Георги Влахов (1867 – ?)         | Георги Влахов (1867 – ?)         | Георги Влахов (1867 – ?)         |  |  | Христо Влахов (1871 – 1957) | Христо Влахов (1871 – 1957) | Христо Влахов (1871 – 1957) | Христо Влахов (1871 – 1957) | Христо Влахов (1871 – 1957) | Христо Влахов (1871 – 1957) |  |  | Димитър Влахов (1878 – 1953)  | Димитър Влахов (1878 – 1953)  | Димитър Влахов (1878 – 1953)  | Димитър Влахов (1878 – 1953)  | Димитър Влахов (1878 – 1953)  | Димитър Влахов (1878 – 1953)  |  |  | Никола Влахов (1884 – 1965) | Никола Влахов (1884 – 1965) | Никола Влахов (1884 – 1965) | Никола Влахов (1884 – 1965) | Никола Влахов (1884 – 1965) | Никола Влахов (1884 – 1965) |  |  |  |  |  |  |  |  |  |  |  |  |  |  |  |  |  |  |  |  |  |  |  |  |  |  |  |  |  |  |  |  |
|  |  |  |  |  |  |  |  |  |  |  |  |  |  |  |  | Георги Влахов (1867 – ?)         | Георги Влахов (1867 – ?)         | Георги Влахов (1867 – ?)         | Георги Влахов (1867 – ?)         | Георги Влахов (1867 – ?)         | Георги Влахов (1867 – ?)         |  |  | Христо Влахов (1871 – 1957) | Христо Влахов (1871 – 1957) | Христо Влахов (1871 – 1957) | Христо Влахов (1871 – 1957) | Христо Влахов (1871 – 1957) | Христо Влахов (1871 – 1957) |  |  | Димитър Влахов (1878 – 1953)  | Димитър Влахов (1878 – 1953)  | Димитър Влахов (1878 – 1953)  | Димитър Влахов (1878 – 1953)  | Димитър Влахов (1878 – 1953)  | Димитър Влахов (1878 – 1953)  |  |  | Никола Влахов (1884 – 1965) | Никола Влахов (1884 – 1965) | Никола Влахов (1884 – 1965) | Никола Влахов (1884 – 1965) | Никола Влахов (1884 – 1965) | Никола Влахов (1884 – 1965) |  |  |  |  |  |  |  |  |  |  |  |  |  |  |  |  |  |  |  |  |  |  |  |  |  |  |  |  |  |  |  |  |
|  |  |  |  |  |  |  |  |  |  |  |  |  |  |  |  | Екатерина Делииванова (1904 – ?) | Екатерина Делииванова (1904 – ?) | Екатерина Делииванова (1904 – ?) | Екатерина Делииванова (1904 – ?) | Екатерина Делииванова (1904 – ?) | Екатерина Делииванова (1904 – ?) |  |  | Туше Влахов (1899 – 1981)   | Туше Влахов (1899 – 1981)   | Туше Влахов (1899 – 1981)   | Туше Влахов (1899 – 1981)   | Туше Влахов (1899 – 1981)   | Туше Влахов (1899 – 1981)   |  |  | Густав Влахов (1912 – 1991)   | Густав Влахов (1912 – 1991)   | Густав Влахов (1912 – 1991)   | Густав Влахов (1912 – 1991)   | Густав Влахов (1912 – 1991)   | Густав Влахов (1912 – 1991)   |  |  |                             |                             |                             |                             |                             |                             |  |  |  |  |  |  |  |  |  |  |  |  |  |  |  |  |  |  |  |  |  |  |  |  |  |  |  |  |  |  |  |  |
|  |  |  |  |  |  |  |  |  |  |  |  |  |  |  |  | Екатерина Делииванова (1904 – ?) | Екатерина Делииванова (1904 – ?) | Екатерина Делииванова (1904 – ?) | Екатерина Делииванова (1904 – ?) | Екатерина Делииванова (1904 – ?) | Екатерина Делииванова (1904 – ?) |  |  | Туше Влахов (1899 – 1981)   | Туше Влахов (1899 – 1981)   | Туше Влахов (1899 – 1981)   | Туше Влахов (1899 – 1981)   | Туше Влахов (1899 – 1981)   | Туше Влахов (1899 – 1981)   |  |  | Густав Влахов (1912 – 1991)   | Густав Влахов (1912 – 1991)   | Густав Влахов (1912 – 1991)   | Густав Влахов (1912 – 1991)   | Густав Влахов (1912 – 1991)   | Густав Влахов (1912 – 1991)   |  |  |                             |                             |                             |                             |                             |                             |  |  |  |  |  |  |  |  |  |  |  |  |  |  |  |  |  |  |  |  |  |  |  |  |  |  |  |  |  |  |  |  |